# Sambtinga (Ouahigouya)
Pour les articles homonymes, voir Sambtinga.
Ne doit pas être confondu avec Sambtenga ou Sabtenga.
Sambtinga, également orthographié Sabtenga, est une localité située dans le département de Ouahigouya de la province du Yatenga dans la région Nord au Burkina Faso.

## Géographie
Sambtinga se trouve à 10 km au sud-est du centre de Ouahigouya, le chef-lieu du département, et à 2 km au nord de la route nationale 15.

## Santé et éducation
Le centre de soins le plus proche de Sambtinga est le centre hospitalier régional (CHR) de Ouahigouya.